# 肛門癌
肛門癌（英語：Anal cancer）是在肛门的癌症，是位在消化道遠端開口處的癌症。肛門癌和更常見的大腸癌是不同的病症。肛門癌症狀包括肛門流血，或是肛門附近的腫塊。其他症狀包括肛門的疼痛、癢或是異常分泌物，也可能會有腸道運動方式的改變。
風險因子包括人類乳突病毒（HPV）、HIV/AIDS、被他人肛交、抽煙、以及多重性伴侶。肛門癌一般是在鱗柱交界區附近的肛門鳞状细胞癌，其他種類的肛門癌有腺癌、淋巴瘤、肉瘤或黑色素瘤。一般會在理學檢查時作初步的診斷，再利用活體組織檢查確認。
預防方式包括避免危險因素以及接種人类乳头瘤病毒疫苗。標準的治療方式包括放射治療、化学疗法以及手術。美國每年約有8,300診斷罹患肛門癌，佔癌症新病患的0.5%。一般會在45歲以後發病。女性比男性容易罹患肛門癌。病例數在1990年代以後明顯上昇。美國肛門癌的相對五年存活率為68%。